# Atlantis (Dubai)
Atlantis, The Palm är ett fem-stjärnigt hotell på Palm Jumeirah i Dubai, Förenade Arabemiraten. Hotellet öppnade den 24 september 2008 och har temat av myten om Atlantis. Tillhörande hotellet finns bland annat vattenparken Aquaventure och akvariet The Lost Chambers Aquarium.

## Rum & Sviter[2]
| Guest Rooms                  | Guest Rooms | Guest Rooms                    | Guest Rooms                         |
| Rum                          | Storlek     | Utsikt                         | Kapacitet                           |
| ---------------------------- | ----------- | ------------------------------ | ----------------------------------- |
| Deluxe Guest Room            | 45-47 m²    | Palm Jumeirah                  | 2 vuxna + 2 barn / 3 vuxna + 1 barn |
| Palm Beach Deluxe Guest Room | 45-47 m²    | Palm Jumeirah / Arabiska havet | 2 vuxna + 2 barn / 3 vuxna + 1 barn |
| Ocean Deluxe Guest Room      | 45-47 m²    | Persiska Viken                 | 2 vuxna + 2 barn / 3 vuxna + 1 barn |

| Imperial Club          | Imperial Club | Imperial Club                                | Imperial Club                       |
| Rum                    | Storlek       | Utsikt                                       | Kapacitet                           |
| ---------------------- | ------------- | -------------------------------------------- | ----------------------------------- |
| The Imperial Club Room | 45-47 m²      | Persiska Viken / Palm Jumeirah / Aquaventure | 2 vuxna + 2 barn / 3 vuxna + 1 barn |

| Club Suites          | Club Suites | Club Suites                    | Club Suites                                       |
| Svit                 | Storlek     | Utsikt                         | Kapacitet                                         |
| -------------------- | ----------- | ------------------------------ | ------------------------------------------------- |
| Terrace Club Suite   | 94 m²       | Persiska Viken & Palm Jumeirah | 1 sovrum: 3 vuxna + 1 barn / 2 sovrum: 6 personer |
| Executive Club Suite | 101 m²      | Persiska Viken & Palm Jumeirah | 1 sovrum: 3 vuxna + 1 barn / 2 sovrum: 6 personer |
| Regal Club Suite     | 164 m²      | Persiska Viken & Palm Jumeirah | 1 sovrum: 3 vuxna + 1 barn / 2 sovrum: 6 personer |

| Signature Suites     | Signature Suites | Signature Suites               | Signature Suites                    |
| Svit                 | Storlek          | Utsikt                         | Kapacitet                           |
| -------------------- | ---------------- | ------------------------------ | ----------------------------------- |
| Underwater Suite     | 165 m²           | The Ambassador Lagoon          | 2 vuxna + 2 barn / 3 vuxna + 1 barn |
| Presidential Suite   | 220 m²           | Palm Jumeirah                  | 2 vuxna + 2 barn / 3 vuxna + 1 barn |
| Grand Atlantis Suite | 429 m²           | Persiska Viken & Palm Jumeirah | 2 vuxna + 2 barn / 3 vuxna + 1 barn |
| Royal Bridge Suite   | 924 m²           | Persiska Viken & Palm Jumeirah | 6 vuxna + 3 barn                    |